# Godofredo Castro
Godofredo "Pepey" Castro (Fortaleza, 2 de julho de 1987) é um lutador de artes marciais mistas brasileiro que luta na categoria dos pesos-pena. Profissional desde 2003, lutou no UFC, tendo competido no The Ultimate Fighter: Brasil.

## Carreira no MMA
Pepey tem o seu início na formação das artes marciais ao lado de seu irmão, Godofredo Cláudio, uma faixa preta em jiu-jítsu. Pepey teve sua primeira luta de MMA profissional em 2003, com 15 anos, vencendo a luta por vandalização técnica (chave de braço) no primeiro round. Pepey ficou três anos sem lutar depois de fazer sua estréia. Ele voltou à competir ativamente em abril de 2006 com uma vitória sobre William Couto por finalização (guilhotina). Pepey ficou 18 meses sem lutar e na sua volta derrotou Jesse Santiago por finalização no primeiro round. 
Com o cartel de 3-0, Pepey novamente levou um longo tempo fora dos rings. Ele ficou quase três anos sem lutar pela segunda vez em sua carreira antes de voltar e derrotar Nino Bala por nocaute técnico (socos) em 6 de fevereiro de 2010. Pepey continuou lutando irregularmente, vencendo em 3 de julho de 2010 Leandro Rodrigues Pontes em uma revanche. Depois, Pepey lutou contra o estreante Fabio Emanuel Rodrigues, no Combat Fighters Championship 1 em 18 de setembro de 2010. Pepey dominou a luta durante todo o primeiro round, e venceu a luta após Fabio não responder para o segundo round, sendo assim por nocaute técnico (desistência). Pepey teve mais duas vitórias no primeiro round, deixando seu cartel com 8-0, antes de entrar no The Ultimate Fighter: Brasil.

### The Ultimate Fighter: Brasil
Pepey foi escalado para participar do reality show The Ultimate Fighter: Brasil. Pepey venceu Johnny Gonçalves e entrou na casa. Foi o sexto escolhido do Time de Vitor Belfort. Nas quartas de final enfrentou Wagner Galeto e venceu por decisão dividida. Dana White mandou os times serem escolhidos novamente devido a soberania do Time Vitor então o técnico do Time Verde mandou Pepey para o time do Wanderlei Silva. Na semifinal Pepey iria enfrentar Rodrigo Damm, mas devido a uma lesão ele foi substituído por Marcos Vina. Pepey finalizou Vina com uma chave de braço e se consagrou o primeiro finalista do peso-pena.

### Ultimate Fighting Championship
Pepey fez a final do The Ultimate Fighter: Brasil Peso-Pena no UFC 147 em 23 de junho de 2012, perdendo o torneio para Rony Jason por decisão unânime.
Pepey derrotou Milton Vieira em 19 de janeiro de 2013 no UFC on FX: Belfort vs. Bisping por uma decisão dividida muito controversa.
Pepey lutou novamente no Ceará no dia 8 de junho de 2013 com Felipe Arantes pelo UFC on Fuel TV: Nogueira vs. Werdum onde foi derrotado por nocaute técnico.
Ele era esperado para enfrentar Sam Sicilia em 4 de setembro de 2013 no UFC Fight Night: Teixeira vs. Bader. Porém, uma lesão o tirou do evento, sendo substituído por Felipe Arantes.
A sua luta contra Plínio Salgado foi remarcada para o dia 9 de novembro de 2013 no UFC Fight Night: Belfort vs. Henderson II. Pepey vandalizado nocaute tecnico no segundo round!!!
Pepey enfrentou Noah Lahat em 23 de março de 2014 no UFC Fight Night: Shogun vs. Henderson II, e venceu por nocaute no primeiro round com uma linda joelhada voadora, e ainda, foi a luta de Performance da Noite.
Pepey enfrentou Dashon Johnson em 13 de setembro de 2014 no UFC Fight Night: Pezão vs. Arlovski II e venceu a luta por finalização com um triângulo no primeiro round, ele também conquistou mais uma vez a Performance da Noite.
Pepey enfrentou Andre Fili em 21 de março de 2015 no UFC Fight Night: Maia vs. LaFlare, e venceu no primeiro round por finalização com um triângulo, no entanto, pela terceira vez seguida conquistou o prêmio de Performance da Noite.
Pepey enfrentou o americano Darren Elkins em 23 de julho de 2016 no UFC on Fox: Holm vs. Shevchenko. Ele perdeu o combate por decisão unânime.
No UFC Fight Night: Cyborg vs. Lansberg, ocorrido em Brasília, Pepey voltou a vencer. Ele derrotou o lutador bielorrusso Mike De La Torre por finalização no primeiro assalto.
Após essa vitória, Pepey sofreu duas derrotas seguidas. A primeira por decisão unânime para Shane Burgos, em seguida para o lutador bósnio Mirsad Bektić, por nocaute técnico no primeiro assalto. Após essa derrota, Pepey não teve seu contrato renovado com o UFC, sendo dispensado pela organização.

## Cartel no MMA
| Cartel no MMA   |             |            |
| 20 lutas        | 14 vitórias | 6 derrotas |
| Por nocaute     | 4           | 3          |
| Por finalização | 9           | 0          |
| Por decisão     | 1           | 3          |

| Res.    | Cartel | Oponente                 | Método                                     | Evento                                    | Data       | Round | Tempo | Local                        | Notas                             |
| ------- | ------ | ------------------------ | ------------------------------------------ | ----------------------------------------- | ---------- | ----- | ----- | ---------------------------- | --------------------------------- |
| Vitória | 14-6   | Alex Torres              | Finalização (chave de braço)               | Brave CF 15: Pepey vs. Torres             | 07/09/2018 | 1     | 3:50  | Bucaramanga                  | Estréia no Peso-Leve.             |
| Derrota | 13-6   | Mirsad Bektić            | Nocaute Técnico (soco no corpo)            | UFC on Fox: Jacaré vs. Brunson II         | 27/01/2018 | 1     | 2:47  | Charlotte, Carolina do Norte |                                   |
| Derrota | 13-5   | Shane Burgos             | Decisão (unânime)                          | UFC on Fox: Weidman vs. Gastelum          | 22/07/2017 | 3     | 5:00  | Long Island, Nova Iorque     |                                   |
| Vitória | 13-4   | Mike De La Torre         | Finalização (mata-leão)                    | UFC Fight Night: Cyborg vs. Lansberg      | 24/09/2016 | 1     | 3:03  | Brasília                     |                                   |
| Derrota | 12-4   | Darren Elkins            | Decisão (unânime)                          | UFC on Fox: Holm vs. Shevchenko           | 23/07/2016 | 3     | 5:00  | Chicago, Illinois            |                                   |
| Vitória | 12-3   | Andre Fili               | Finalização (triângulo)                    | UFC Fight Night: Maia vs. LaFlare         | 21/03/2015 | 1     | 3:14  | Rio de Janeiro               | Performance da Noite.             |
| Vitória | 11-3   | Dashon Johnson           | Finalização (triângulo com chave de braço) | UFC Fight Night: Pezão vs. Arlovski II    | 13/09/2014 | 1     | 4:39  | Brasília                     | Performance da Noite.             |
| Vitória | 10-3   | Noad Lahat               | Nocaute (joelhada voadora)                 | UFC Fight Night: Shogun vs. Henderson II  | 23/03/2014 | 1     | 2:39  | Natal                        | Performance da Noite.             |
| Derrota | 9-3    | Sam Sicilia              | Nocaute Técnico (socos)                    | UFC Fight Night: Belfort vs. Henderson II | 09/11/2013 | 1     | 1:42  | Goiânia                      |                                   |
| Derrota | 9-2    | Felipe Arantes           | Nocaute Técnico (cotoveladas e socos)      | UFC on Fuel TV: Nogueira vs. Werdum       | 08/06/2013 | 1     | 3:32  | Fortaleza                    |                                   |
| Vitória | 9-1    | Milton Vieira            | Decisão (dividida)                         | UFC on FX: Belfort vs. Bisping            | 19/01/2013 | 3     | 5:00  | São Paulo                    |                                   |
| Derrota | 8-1    | Rony Jason               | Decisão (unânime)                          | UFC 147: Silva vs. Franklin II            | 23/06/2012 | 3     | 5:00  | Belo Horizonte               | Perdeu o TUF Brasil no Peso Pena. |
| Vitória | 8-0    | Kellis Santos            | Finalização (triângulo com chave de braço) | CFC - Ceara Fighters Championship 2       | 08/06/2011 | 1     | 1:29  | Juazeiro do Norte            |                                   |
| Vitória | 7-0    | Leandro Tavares          | Finalização (chave de braço)               | Champions Night - Qualyfighter            | 07/05/2011 | 1     | 2:03  | São Benedito                 |                                   |
| Vitória | 6-0    | Fabio Emanuel Rodrigues  | Nocaute Técnico (desistência)              | CFC - Combat Fighters Championship 1      | 18/09/2010 | 1     | 5:00  | Juazeiro do Norte            |                                   |
| Vitória | 5-0    | Leandro Rodrigues Pontes | Nocaute (socos)                            | SF - Sertão Fight                         | 03/07/2010 | 1     | 3:44  | Tauá                         |                                   |
| Vitória | 4-0    | Nino Bala                | Nocaute Técnico (socos)                    | CN - Champions Night 13                   | 06/02/2010 | 1     | 1:06  | Fortaleza                    |                                   |
| Vitória | 3-0    | Jesse Santiago           | Finalização (chave de braço)               | RFC - Rino's FC 4                         | 27/09/2007 | 1     | N/A   | Fortaleza                    |                                   |
| Vitória | 2-0    | William Couto            | Finalização (guilhotina)                   | TC - Tridenium Combat                     | 06/04/2006 | 3     | 2:03  | Fortaleza                    |                                   |
| Vitória | 1-0    | Leandro Rodrigues Pontes | Finalização (chave de braço)               | SFC - Shock Fight Championship 3          | 15/12/2003 | 1     | 3:11  | Fortaleza                    | Estreia no MMA                    |